# Jîteiske (Sumî), Sumî
Jîteiske (în ucraineană Житейське) este un sat în orașul regional Sumî din regiunea Sumî, Ucraina.

## Demografie
Componența lingvistică a localității Jîteiske
     Ucraineană (94,64%)
     Rusă (5,36%)
Conform recensământului din 2001, majoritatea populației localității Jîteiske era vorbitoare de ucraineană (94,64%), existând în minoritate și vorbitori de rusă (5,36%).